# クイズ!!体にいいTV
『クイズ!!体にいいTV』（クイズ からだにいいテレビ）は、1988年10月11日から1989年9月19日まで日本テレビ系列局で放送されていた日本テレビ製作のクイズ番組である。放送時間は毎週火曜 19:30 - 20:00 （日本標準時）。
毎週健康に関するクイズを出題していた。

## 出演者

### 司会
- 島田紳助
- 木村優子（当時日本テレビアナウンサー）

### 解答者
初期は松方・高樹・森末・植草の4人で固定。解答モニターの上には正解率を示す電光掲示板が付いており、視聴者には毎回それを参考にトップ賞と最下位を葉書で予想するものだった。中期からは解答者が5人になると同時に正解率を示す電光掲示板が廃止となり、当初は松方と植草にゲスト3人が加わるという形だったが、後期からは森末がレギュラーに再加入したことでゲスト枠は2人になった。
- 松方弘樹 - 終始レギュラー。
- 植草克秀 - レギュラーではあるが、スケジュールの関係等で欠席する回もあり、その場合は月亭八方や石原良純、そして後述の高樹がピンチヒッターを務めた。
- 森末慎二 - 初期および後期レギュラー。
- 高樹沙耶 - 初期レギュラー。5人体制になった後もゲストとして出演している。
- 佐野量子 - 5人体制になった後から不定期に出演。

### アシスタント
- 森永奈緒美
- 三田文代

## スタッフ
- 構成：西川晋、武豊、豊村剛、小峰正博、LOCOMOTION
- 出題：スタッフ東京、ペンハウス、カメヨ、飯澤眞太郎
- 音楽：服部克久
- ナレーター：富山敬
- 美術：羽谷重信
- デザイン：中野嘉一郎
- 技術：須田昌宏
- 映像：岩本茂
- カメラ：高梨正利
- 音声：大島康彦
- 照明：斉藤明夫
- 調整：八木一夫
- ロケ技術：日本テレビビデオ
- 音効：白根沢修
- TK：角谷倫子
- 広報：山口晋
- スタイリスト：波多野としこ
- アシスタントプロデューサー：庄田早苗
- ディレクター：小澤龍太郎、岸田裕之、池上博史
- 演出：徳山竜一、吉川圭三、高田一
- プロデューサー：金谷勲夫、篠木爲八男
- 制作：加藤光夫
- 制作協力：えとせとら
- 製作著作：日本テレビ

| 日本テレビ系列 火曜19:30枠                              | 日本テレビ系列 火曜19:30枠                            | 日本テレビ系列 火曜19:30枠                                         |
| 前番組                                                  | 番組名                                                | 次番組                                                             |
| ------------------------------------------------------- | ----------------------------------------------------- | ------------------------------------------------------------------ |
| コサキン勝手にごっこ （1987年10月20日 - 1988年9月20日） | クイズ!!体にいいTV （1988年10月11日 - 1989年9月19日） | 美味しんぼ （1989年10月17日 - 1992年3月17日） ※月曜19:30枠から移動 |

| スタブアイコン | サブスタブ | この項目は、まだ閲覧者の調べものの参照としては役立たない、テレビ番組に関連した書きかけの項目です。この項目を加筆・訂正などしてくださる協力者を求めています（P:テレビ/PJ:放送または配信の番組）。 |